# Império do Divino Espírito Santo do Largo Comendador Pamplona

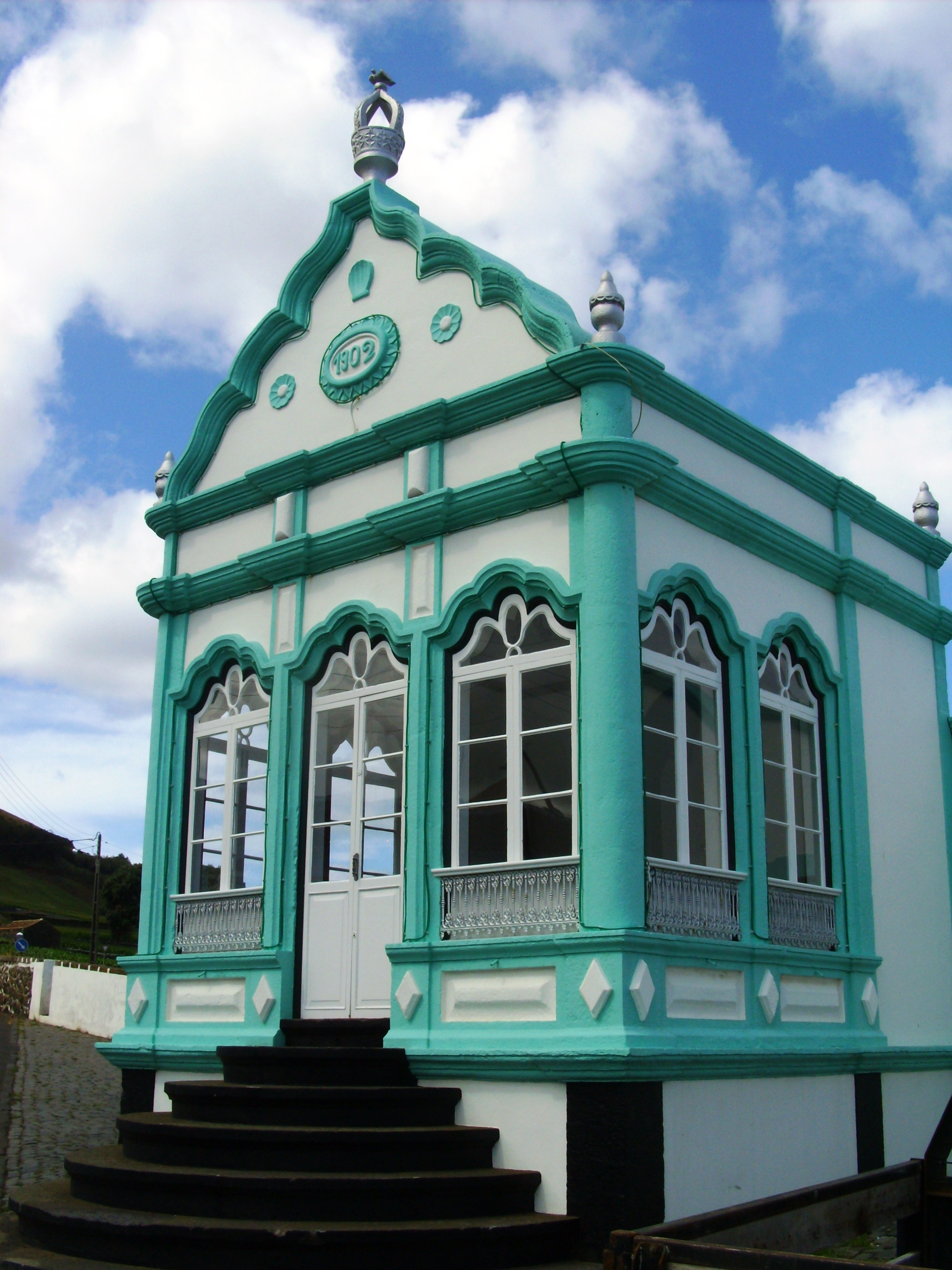
"Despensa" do Império do Divino Espírito Santo no largo Comendador Pamplona.

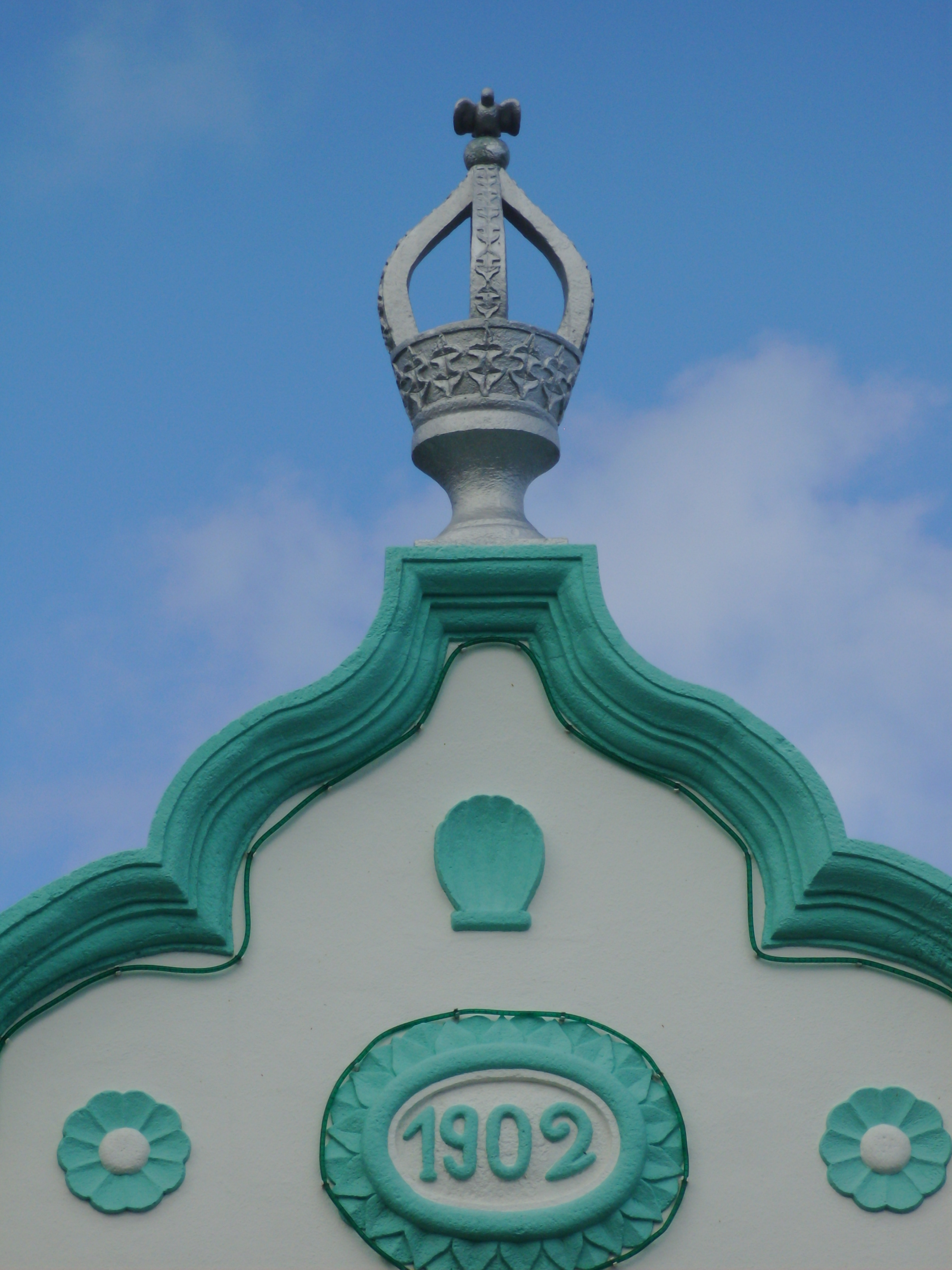
Império no largo Comendador Pamplona: data.

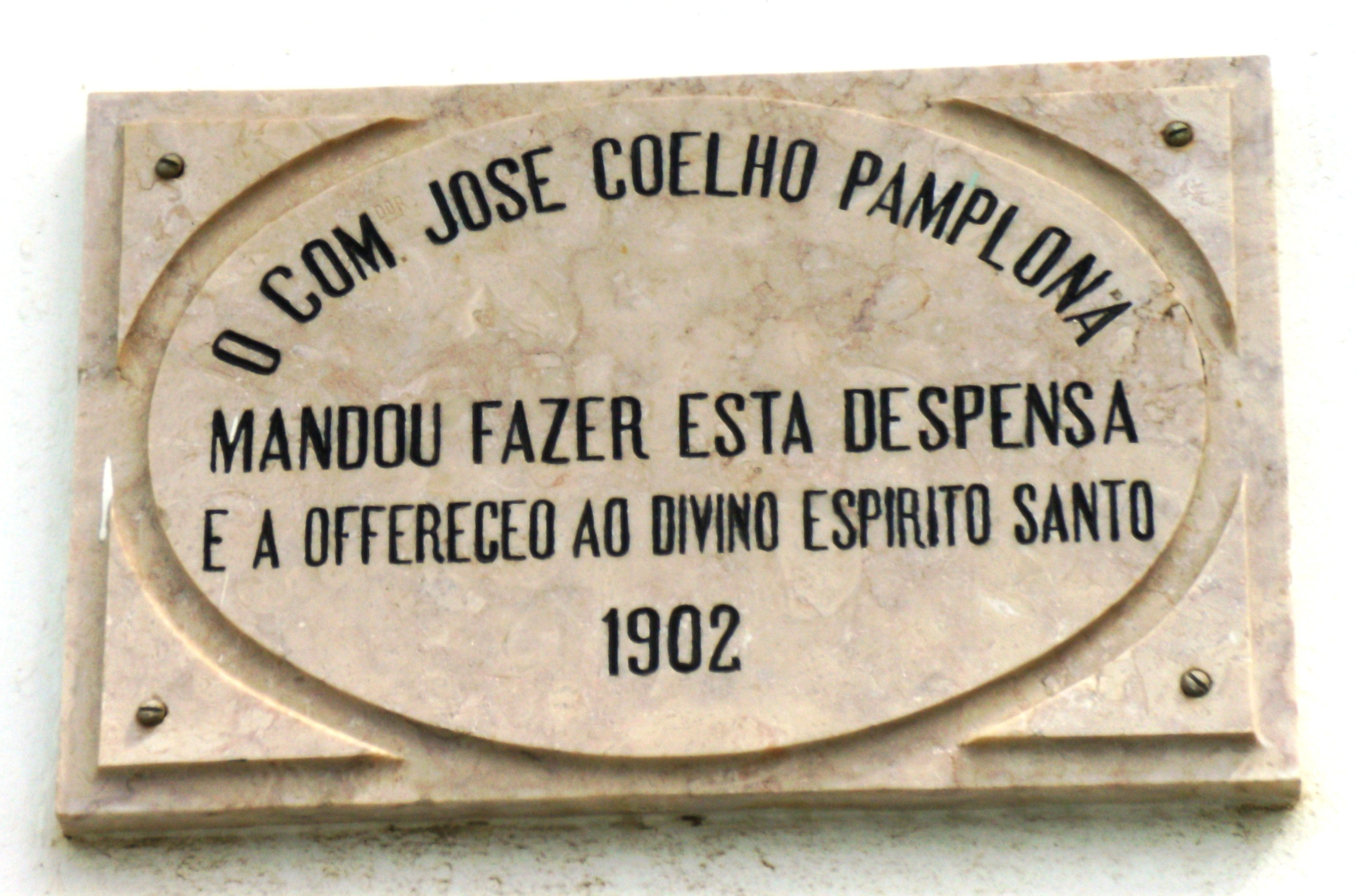
Império no largo Comendador Pamplona: inscrição epigráfica.

O Império do Divino Espírito Santo do Largo Comendador Pamplona localiza-se na freguesia de Porto Martins, no concelho de Praia da Vitória, ilha Terceira, nos Açores.

## História
Parte integrante do culto ao Divino Espírito Santo, foi erguido por determinação do comendador José Coelho Pamplona em 1902.
Encontra-se hoje relacionado no Inventário do Património Histórico e Religioso para o Plano Director Municipal da Praia da Vitória.

## Características
A chamada "despensa" do império apresenta planta quadrangular. Na fachada principal apresenta a data 1902. As fachadas são encimadas por uma platibanda que, na fachada principal, é sobrepujada por um frontão recortado. As fachadas, a platibanda e o frontão são rematados por cornija.
Existem ainda três vãos na fachada principal e dois em cada uma das fachadas laterais. As janelas com guarda em ferro fundido e a porta são rematadas em arco trilobado.
Este império apresenta-se com paredes rebocadas e é pintado de branco, com excepção dos cunhais que são boleados, das pilastras, das cornijas, das molduras, dos aventais das janelas que são almofadados, do escadório e dos elementos decorativos que são de pedra de cantaria à vista.
A cobertura é de quatro águas em telha de meia-cana tradicional rematada por beiral duplo.